# AXIN1
L'axine 1 est une protéine qui, chez l'homme, est codée par le gène AXIN1, situé sur le chromosome 16. Il s'agit d'une protéine cytoplasmique contenant un domaine RGS (Regulation of G-protein Signaling) et un domaine DIX (DIshevelled and aXin). Elle interagit avec la protéine APC, la caténine β1, la glycogène synthase kinase 3 bêta (en), la protéine phosphatase 2 et elle-même.